# Fontecchio
Fontecchio község (comune) Olaszország Abruzzo régiójában, L’Aquila megyében.

## Fekvése
A megye központi részén fekszik. Határai: Caporciano, Fagnano Alto, Rocca di Mezzo és Tione degli Abruzzi.

## Története
Első írásos említése a 11. századból származik. Több kisebb település egyesülésével alakult ki. A következő századokban nemesi birtok volt. Önállóságát a 19. század elején nyerte el, amikor a Nápolyi Királyságban felszámolták a feudalizmust.

## Népessége
A népesség számának alakulása:

## Főbb látnivalói
- San Francesco-templom
- középkori díszkút